# Arquebisbat de Gorizia
L'arquebisbat de Gorizia (italià:  Arcidiocesi di Gorizia; llatí: Archidioecesis Goritiensis) és una seu metropolitana de l'Església catòlica que pertany a la regió eclesiàstica Triveneto. El 2006 sumava amb 179.500 batejats al voltant de 182.200 habitants. Actualment està dirigida per l'arquebisbe Carlo Roberto Maria Redaelli.

## Territori
La diòcesi comprèn la província de Gorizia, a més de dotze municipis de la Bassa Friülana oriental, que fins al 1926 formaven part de la província de Gorizia i que avui pertanyen a la província d'Udine, i dos municipis de la província de Trieste, que també formaven part de la província de Gorizia fins al 1923.
La seu arxiepiscopal és la ciutat de Gorizia, on es troba la catedral de Sants Hilari i Tacià.
El territori està dividit en 90 parròquies, agrupades en 10 arxiprestats: Aquileia, Cervignano del Friuli, Cormons, Duino, Gorizia, Gradisca d'Isonzo, Monfalcone, Ronchi dei Legionari, Sant'Andrea di Gorizia i Visco. Els arxiprestats estan agrupats en cinc zones pastorals.
La província eclesiàstica Illírica està formada per l'arxidiòcesi de Gorizia i la diòcesi sufragània de Trieste.

## Història
L'arxidiòcesi va ser erigida el 6 de juliol de 1751 mitjançant la butlla Iniuncta nobis del Papa Benet XIV, amb la qual el pontífex va ratificar un conveni entre els governs d'Àustria i Venècia, que preveia l'abolició del Patriarcat d'Aquilea i la seva divisió en dues noves circumscripcions esclesials: l'arxidiocesi d'Udine, que va rebre jurisdicció sobre les terres sota el domini de la Sereníssima; i l'Arxidiòcesi de Gorízia, que va rebre les terres sota el domini dels Habsburg.
Amb la Iniuncta nobis el Papa va abolir el patriarcat i, al mateix temps, va erigir l'arxidiòcesi de Gorízia. Aquesta decisió va ser confirmada pel Papa en el butlla Sacrosanctae militantis ecclesiae, de 18 d'abril de 1752, amb la qual el Papa definí totes les qüestions accessòries, incloent l'establiment del capítol de canonges i el nombre de les diòcesis sufragànies de la nova seu metropolitana, que ocupava tot l'antic Patriarcat llevat dels territoris de Venècia: Como, Trento, Ljubljana, Pedena i Trieste. El territori de l'arxidiòcesi era enorme i incloïa el comtat de Gorízia i parts d'Estíria, de Caríntia, de Carniola i la major part de l'actual Eslovènia, amb l'excepció de l'enclavament de Ljubljana.
Karl Michael von Attems, ex vicari apostòlic de les terres imperials del Patriarcat d'Aquilea, va ser nomenat com a primer arquebisbe. Ell va celebrar un sínode provincial el 1768 a la qual van assistir no només les seves sufragànies, sinó també representants de la diòcesi de Venècia, que tenien porcions de terra a l'imperi dels Habsburg. Va ser succeït per José Rudolf von Edling, antic canonge d'Aquileia i degà del Capítol Metropolità de Gorízia; però a causa de la seva oposició a la política religiosa de l'emperador Josep II, en particular, contra l'Edicte de Tolerància, que es va veure obligat a dimitir el 1784 i confinat a Lodi, a Llombardia, on va morir.
Després de quatre anys de sede vacante, sota la pressió de l'emperador, l'arxidiòcesi va ser abolida pel Papa Pius VI amb en con la butlla In universa gregis del 8 de març de 1788;; el títol d'arquebisbe es va traslladar a Ljubljana, juntament amb gran part del territori de la seu metropolitana; i amb el que quedava del territori de Gorízia l'agost d'aquell any s'erigí la nova diòcesi de Gradisca, on es va traslladar el capítol, mentre que la cúria restà a Gorízia.
Mort l'emperador Josep II, el 12 de setembre 1791 amb la butlla Recti prudentisque el mateix Papa Pius VI va restaurar la ciutat de Gorízia com una seu episcopal amb el trasllat de la catedral de l'església dels Sants Pere i Pau de Gradisca a l'església de Sant Hilari de Gorizia; al mateix temps la diòcesi va passar a anomenar-se diòcesi de Gorízia i Gradisca, sufragánea de l'arxidiòcesi de Ljubljana.
El 1807 va esdevenir immediatament subjecta a la Santa Seu. En 1818 va ampliar el seu petit territori amb l'adquisició dels territoris de Monfalcone i de Grado, que formaven part del patriarcat de Venècia. Aquell mateix any es va tornar a obrir el seminari diocesà, tancat des de l'època de Josep II.
El 27 de juliol de 1830 va recuperar, a costa de Ljubljana, la dignitat arquebisbal i metropolitana, mitjançant la butlla Insuper eminenti del Papa Pius VIII, amb jurisdicció sobre les esglésies de la part central i del sud del regne d'Il·líria, és a dir, Ljubljana, Trieste, Koper, Porec i Pula i Veglia
Al final de la Primera Guerra Mundial, l'arxidiòcesi es va veure dividida per la nova frontera, amb el costat eslovè ara formant part del regne de Iugoslàvia, mentre que la major part de la zona es va incloure al regne d'Itàlia.
El 20 de febrer de 1932, mitjançant que la butlla Quo Christi fideles del Papa Pius XI, s'incorporaven els deganats de Idrija i Vipacco, que havien pertangut a la diòcesi de Ljubljana, sufragània de l'arxidiòcesi de Gorízia fins al final de la Primera Guerra Mundial i ara de nou diòcesis.
Al final de la Segona Guerra Mundial, la part italiana de la diòcesi, a causa del canvi de la frontera de l'estat, es va trobar reduït en gran manera en comparació amb la situació anterior. Després del tractat de pau del 10 de febrer de 1947, una gran part de la diòcesi es trobà en territori iugoslau, erigint-se per primera vegada a l'administració apostòlica (el primer administrador apostòlic va ser el sacerdot Franc Močnik) i després, el 17 d'octubre de 1977, agregada a la diòcesi de Koper. A més, la província eclesiàstica va perdre les diòcesis en el territori de Iugoslàvia i avui comprèn només la diòcesi de Trieste.
El 30 de setembre de 1986, en virtut del decret Cum procedere de la Congregació per als Bisbes, l'arxidiòcesi assumí el seu nom actual i Gradisca va esdevenir seu titular arquebisbal.
El 2 de maig de 1990 va rebre la visita pastoral del Papa Joan Pau II.

## Cronologia episcopal
- Karl Michael von Attems † (24 d'abril de 1752 - 18 de febrer de 1774 mort)
- Rudolf Joseph von Edling † (27 de juny de 1774 - 13 d'agost de 1784 dimití)
  - Sede vacante (1784-1787)
  - Seu suspesa (1787-1791)
- Franz Philipp von Inzaghi † (12 de setembre de 1791 - 3 de desembre de 1816 mort)
- Joseph Walland † (2 d'octubre de 1818 - 11 de maig de 1834 mort)
- Franz Xavier Luschin † (6 d'abril de 1835 - 2 de maig de 1854 mort)
- Andreas Gollmayr † (23 de març de 1855 - 17 de març de 1883 mort)
- Luigi Mattia Zorn † (9 d'agost de 1883 - 9 de juliol de 1897 mort)
- Jakob Missia † (24 de març de 1898 - 23 de març de 1902 mort)
- Andreas Jordán † (9 de juny de 1902 - 4 d'octubre de 1905 mort)
- Francesco Borgia Sedej † (21 de febrer de 1906 - 25 d'octubre de 1931 dimití i nomenat arquebisbe titular d'Egina)
  - Sede vacante (1931-1934)
- Carlo Margotti † (25 de juliol de 1934 - 31 de juliol de 1951 mort)
- Giacinto Giovanni Ambrosi, O.F.M.Cap. † (28 de novembre de 1951 - 19 de març de 1962 dimití i nomenat arquebisbe titular Anchialo)
- Andrea Pangrazio † (4 d'abril de 1962 - 2 de febrer de 1967 i nomenat arquebisbe, a títol personal, de Porto e Santa Rufina)
- Pietro Cocolin † (26 de juny de 1967 - 11 de gener de 1982 mort)
- Antonio Vitale Bommarco, O.F.M.Conv. † (11 de novembre de 1982 - 2 de juny de 1999 jubilat)
- Dino De Antoni (2 de juny de 1999 - 28 de juny de 2012 jubilat)
- Carlo Roberto Maria Redaelli, dal 28 de juny de 2012

## Estadístiques
A finals del 2006, l'arxidiòcesi tenia 179.500 batejats sobre una població de 182.200 persones, equivalent al 98,5% del total.
| any  | població | població | població | sacerdots | sacerdots       | sacerdots       | sacerdots             | diaques | religiosos | religiosos | parroquies |
| ---- | -------- | -------- | -------- | --------- | --------------- | --------------- | --------------------- | ------- | ---------- | ---------- | ---------- |
| any  | batejats | total    | %        | total     | clergat secular | clergat regular | batejats por sacerdot | diaques | homes      | dones      |            |
| 1950 | 169.440  | 169.530  | 99,9     | 229       | 184             | 45              | 739                   |         | 96         | 574        | 86         |
| 1970 | 174.000  | 175.000  | 99,4     | 237       | 173             | 64              | 734                   |         | 87         | 663        | 102        |
| 1980 | 184.560  | 189.800  | 97,2     | 201       | 158             | 43              | 918                   | 1       | 68         | 599        | 107        |
| 1990 | 182.000  | 183.700  | 99,1     | 172       | 138             | 34              | 1.058                 |         | 52         | 493        | 91         |
| 1999 | 180.600  | 181.900  | 99,3     | 158       | 121             | 37              | 1.143                 | 8       | 48         | 379        | 90         |
| 2000 | 179.300  | 180.400  | 99,4     | 161       | 123             | 38              | 1.113                 | 8       | 48         | 398        | 90         |
| 2001 | 180.000  | 182.500  | 98,6     | 157       | 120             | 37              | 1.146                 | 8       | 47         | 383        | 90         |
| 2002 | 180.000  | 181.600  | 99,1     | 151       | 114             | 37              | 1.192                 | 9       | 47         | 388        | 90         |
| 2003 | 180.000  | 181.700  | 99,1     | 141       | 111             | 30              | 1.276                 | 10      | 38         | 372        | 90         |
| 2004 | 180.000  | 182.600  | 98,6     | 141       | 109             | 32              | 1.276                 |         | 41         | 330        | 90         |
| 2006 | 179.500  | 182.200  | 98,5     | 141       | 112             | 29              | 1.273                 | 12      | 35         | 317        | 90         |